# Electrick Children
 (février 2019).
Pour plus de détails, voir Fiche technique et Distribution.
Electrick Children est un film dramatique américain réalisé par Rebecca Thomas, sorti en 2012.

## Synopsis
Rachel, 15 ans, grandit dans une communauté mormone de l'Utah, au milieu d'une grande famille. Un jour, elle découvre qu'elle est enceinte et est convaincue que cela est dû au fait qu'elle a écouté en secret une cassette appartenant à l'un de ses frères. Le fait est découvert par ses parents, qui accusent son frère d'inceste (le chassant de la communauté) et la forcent à se marier le même jour. Mais Rachel, s'étant convaincue qu'elle est une sorte de Vierge Marie, choisit de s'enfuir dans la nuit à la recherche de son prétendu père vers Las Vegas.

## Fiche technique
- Titre original anglais : Electrick Children
- Réalisation : Rebecca Thomas
- Scénario : Mattias Troelstrup
- Genre : film dramatique
- Producteurs : Jessica Caldwell, Richard Neustadter
- Maison de production : Live Wire Films
- Montage : Jennifer Lilly
- Musique : Eric Colvin
- Pays de production :  États-Unis
- Langue originale : anglais
- Dates de sortie : 
  - États-Unis : 2012
  - France : 26 juin 2013[1]

## Distribution
- Julia Garner : Rachel
- Rory Culkin : Clyde
- Liam Aiken : Mr Will
- Bill Sage : Tim
- Cynthia Watros : Gay Lynn
- Billy Zane : Paul